# Cacostola fusca
Cacostola fusca är en skalbaggsart som beskrevs av Thomson 1868. Cacostola fusca ingår i släktet Cacostola och familjen långhorningar. Inga underarter finns listade.